# Molophilus kotenkoi
Molophilus kotenkoi är en tvåvingeart som beskrevs av Evgenyi Nikolayevich Savchenko 1986. Molophilus kotenkoi ingår i släktet Molophilus och familjen småharkrankar. Inga underarter finns listade i Catalogue of Life.